# Катманду
Катманду́ (неп. काठमाडौं, нев. येँ देय्‌) — столиця Непалу, розташована в Долині Катманду. Разом з містами Лалітпур і Батгаун, утворює агломерацію з населенням понад мільйон мешканців.
Стара частина міста славиться буддистськими та індуїстськими святинями і храмами (Пашупатінатх), більшість з яких споруджені у XVII столітті. Багато об'єктів постраждало через землетруси.

## Клімат
| Клімат Катманду (1981–2010) | Клімат Катманду (1981–2010) | Клімат Катманду (1981–2010) | Клімат Катманду (1981–2010) | Клімат Катманду (1981–2010) | Клімат Катманду (1981–2010) | Клімат Катманду (1981–2010) | Клімат Катманду (1981–2010) | Клімат Катманду (1981–2010) | Клімат Катманду (1981–2010) | Клімат Катманду (1981–2010) | Клімат Катманду (1981–2010) | Клімат Катманду (1981–2010) | Клімат Катманду (1981–2010) |
| Показник | Січ.                        | Лют.                        | Бер.                        | Квіт.                       | Трав.                       | Черв.                       | Лип.                        | Серп.                       | Вер.                        | Жовт.                       | Лист.                       | Груд.                       | Рік                         |
| Абсолютний максимум, °C | 24,4                        | 28,3                        | 33,3                        | 35,0                        | 36,1                        | 37,2                        | 32,8                        | 33,3                        | 33,3                        | 33,3                        | 29,4                        | 28,3                        | 37,2                        |
| Середній максимум, °C | 19,1                        | 21,4                        | 25,3                        | 28,2                        | 28,7                        | 29,1                        | 28,4                        | 28,7                        | 28,1                        | 26,8                        | 23,6                        | 20,2                        | 25,6                        |
| Середня температура, °C | 10,8                        | 13,0                        | 16,7                        | 19,9                        | 22,2                        | 24,1                        | 24,3                        | 24,3                        | 23,3                        | 20,1                        | 15,7                        | 12,0                        | 18,87                       |
| Середній мінімум, °C | 2,4                         | 4,5                         | 8,2                         | 11,7                        | 15,7                        | 19,1                        | 20,2                        | 20,0                        | 18,5                        | 13,4                        | 7,8                         | 3,7                         | 12,1                        |
| Абсолютний мінімум, °C | −2,8                        | −1,1                        | 1,7                         | 4,4                         | 9,4                         | 13,9                        | 16,1                        | 16,1                        | 13,3                        | 5,6                         | 0,6                         | −1,7                        | −2,8                        |
| Середня кількість сонячних годин на місяць | 223                         | 254                         | 260                         | 231                         | 229                         | 186                         | 136                         | 159                         | 132                         | 252                         | 244                         | 250                         | 2556                        |
| Норма опадів, мм | 14.4                        | 18.7                        | 34.2                        | 61.0                        | 123.6                       | 236.3                       | 363.4                       | 330.8                       | 199.8                       | 51.2                        | 8.3                         | 13.2                        | 1454.9                      |
| Днів з опадами | 2                           | 3                           | 4                           | 6                           | 12                          | 17                          | 23                          | 22                          | 15                          | 4                           | 1                           | 1                           | 110                         |
| Вологість повітря, % | 79                          | 71                          | 61                          | 53                          | 57                          | 73                          | 81                          | 83                          | 82                          | 79                          | 85                          | 80                          | 74                          |
| --- | --------------------------- | --------------------------- | --------------------------- | --------------------------- | --------------------------- | --------------------------- | --------------------------- | --------------------------- | --------------------------- | --------------------------- | --------------------------- | --------------------------- | --------------------------- |
| Джерело: Kathmandu (Normals from 1981–2010) / Department of Hydrology and Meteorology (Nepal) Kathmandu (precipitation days) / World Weather Information Service NEPAL — KATMANDU / Worldwide Bioclimatic Classification System |                             |                             |                             |                             |                             |                             |                             |                             |                             |                             |                             |                             |                             |

## Уродженці
- Ані Чоїнг Дролма (* 1971) — непальська співачка, виконавиця буддистських пісень.

## Галерея

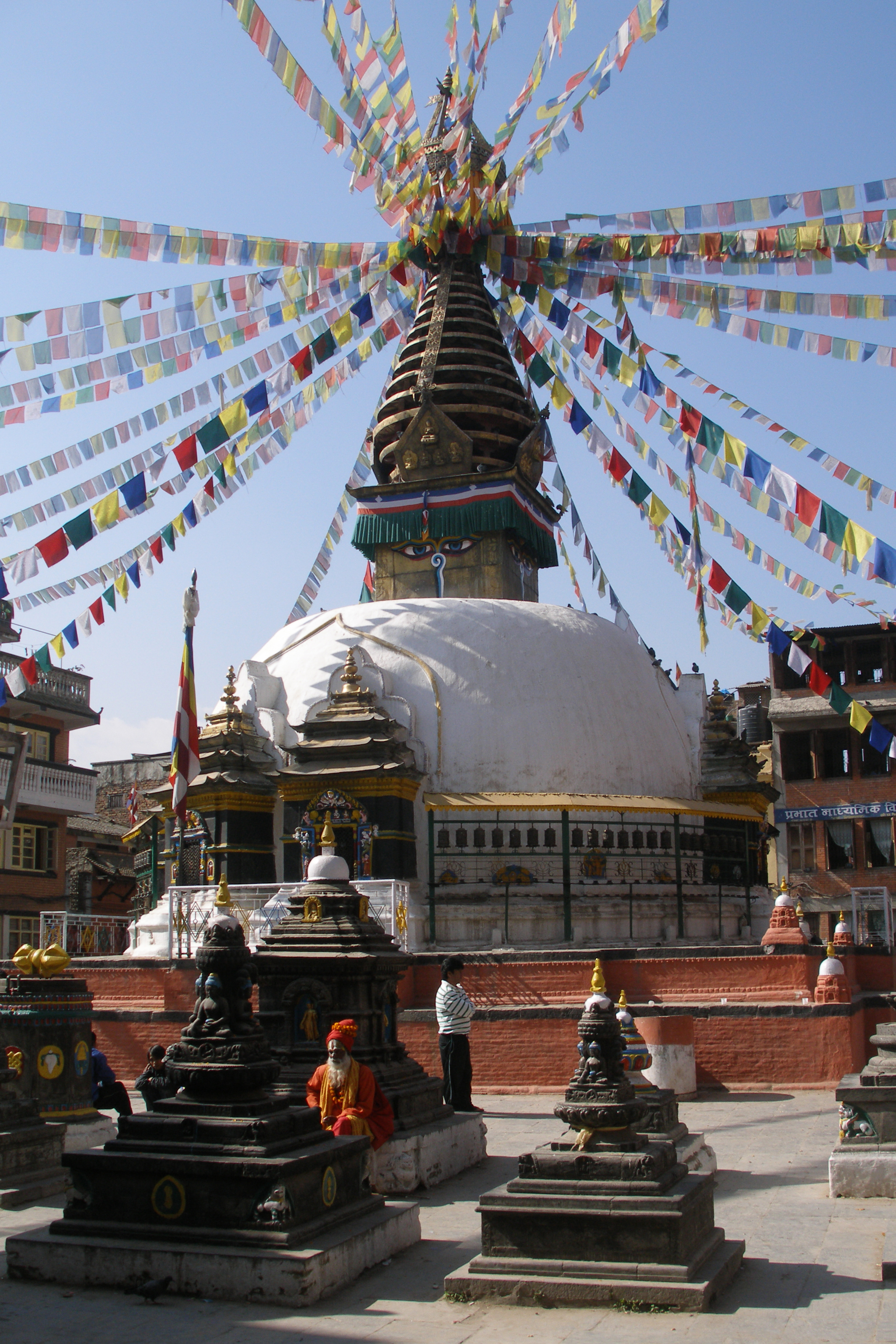
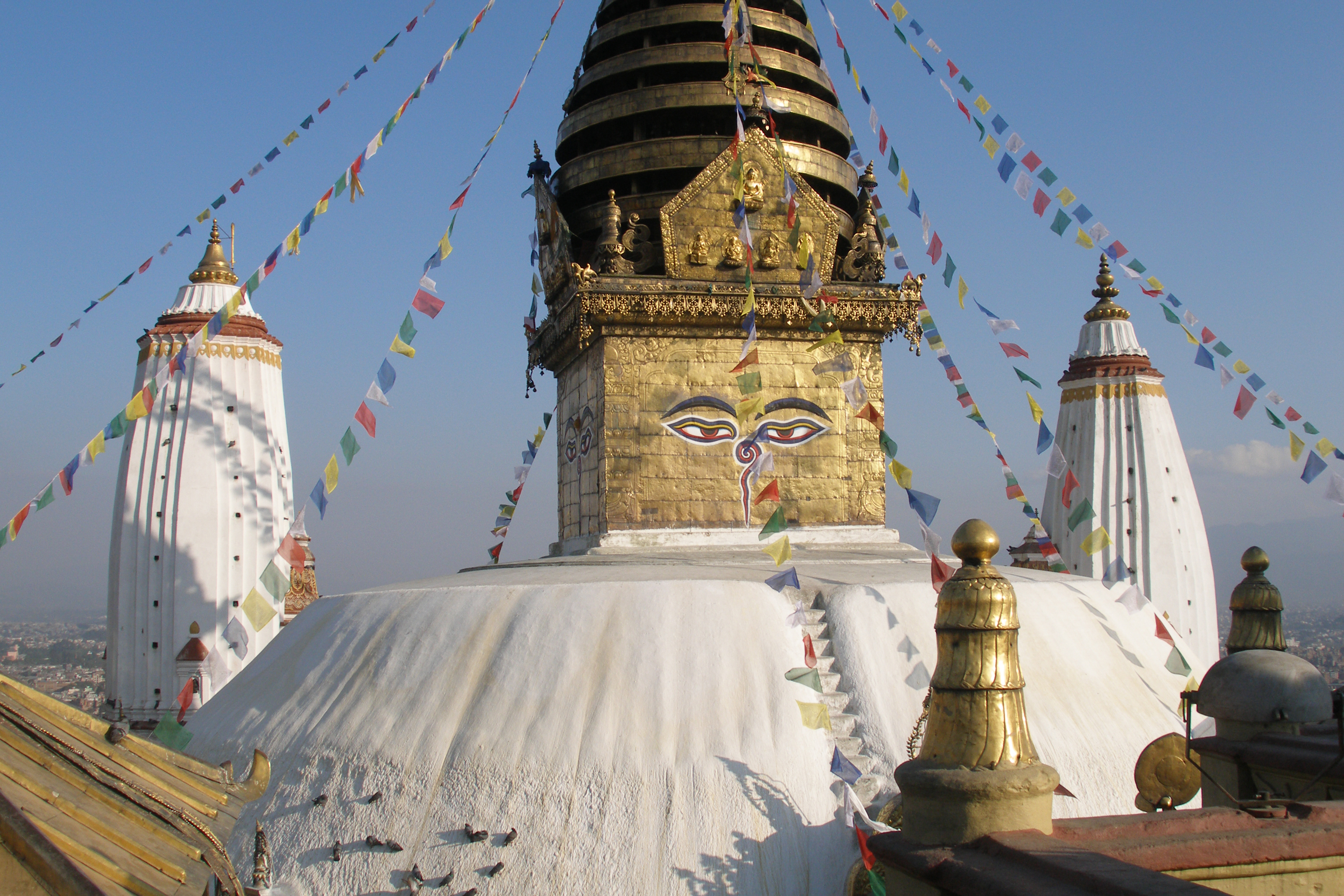
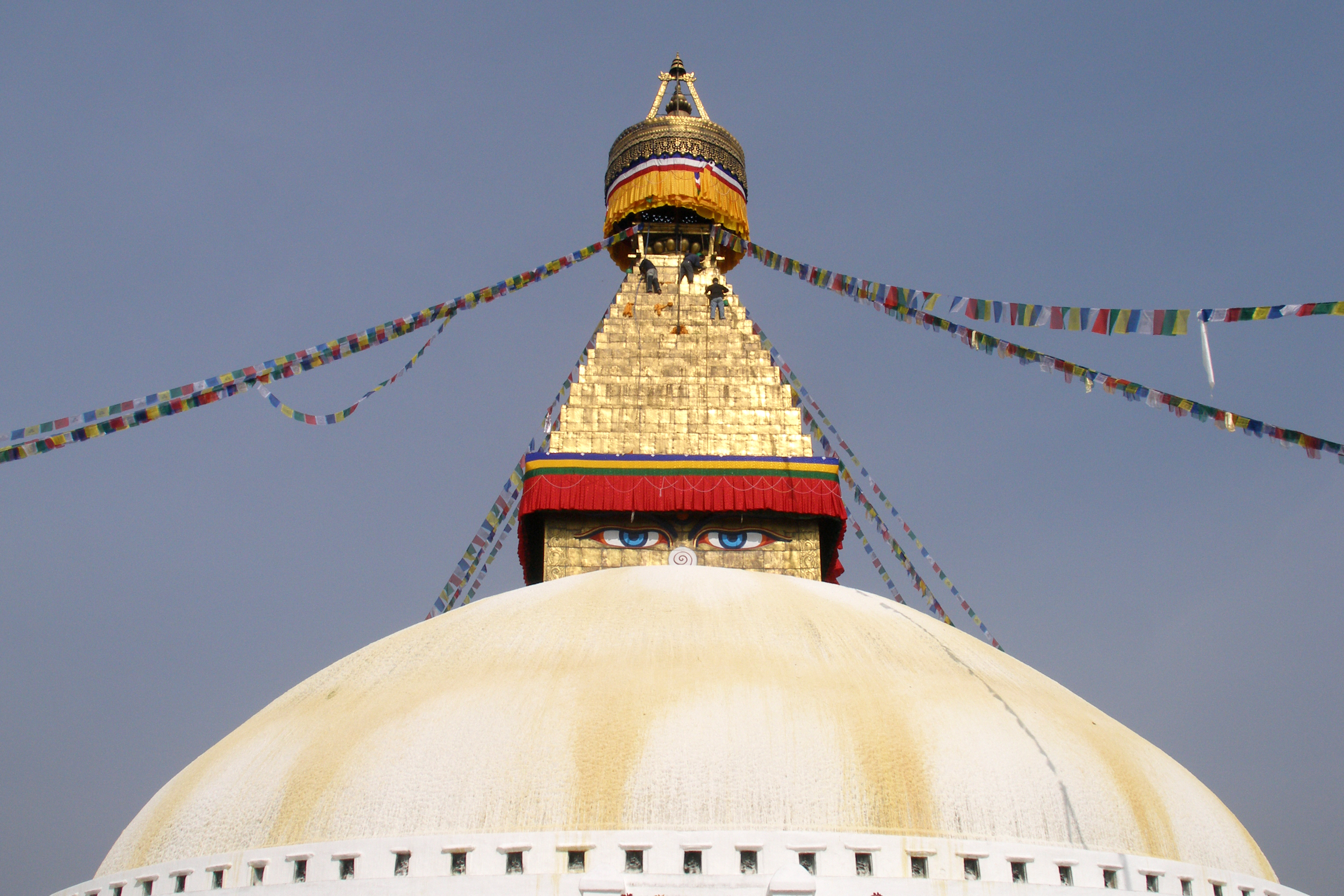
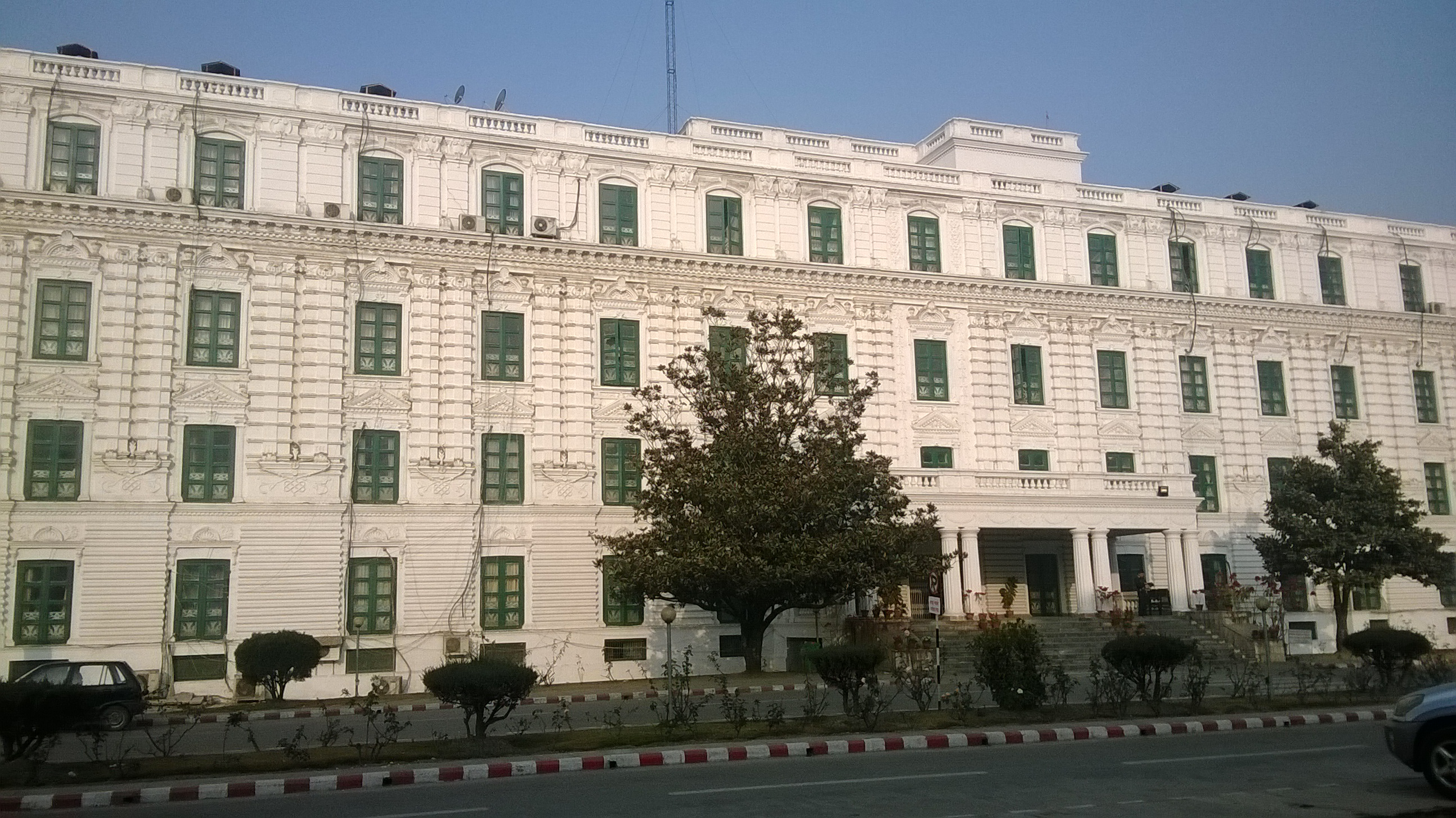
Офіс прем'єр-міністра
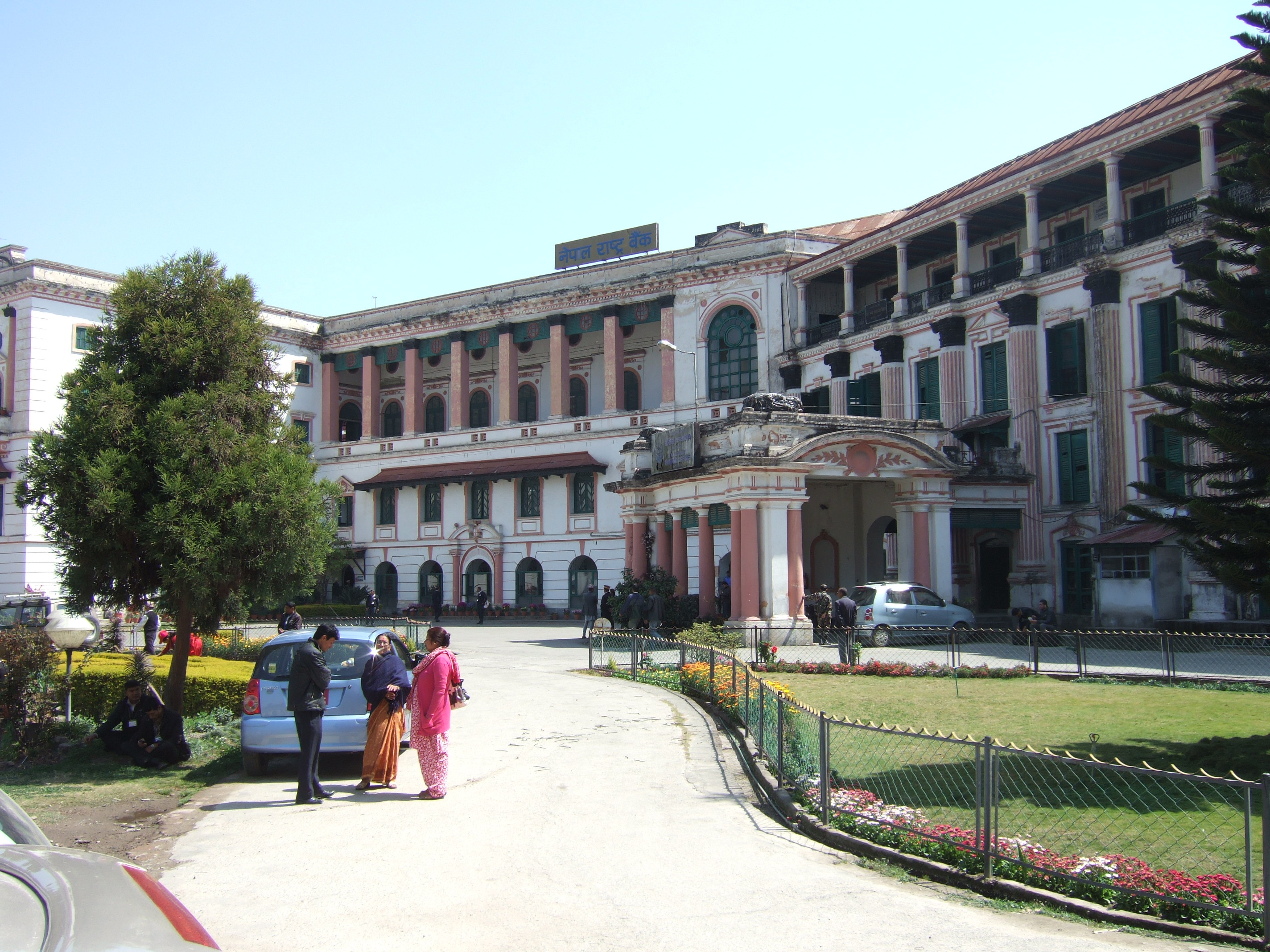
Непал Растра банк (центральний банк Непалу)
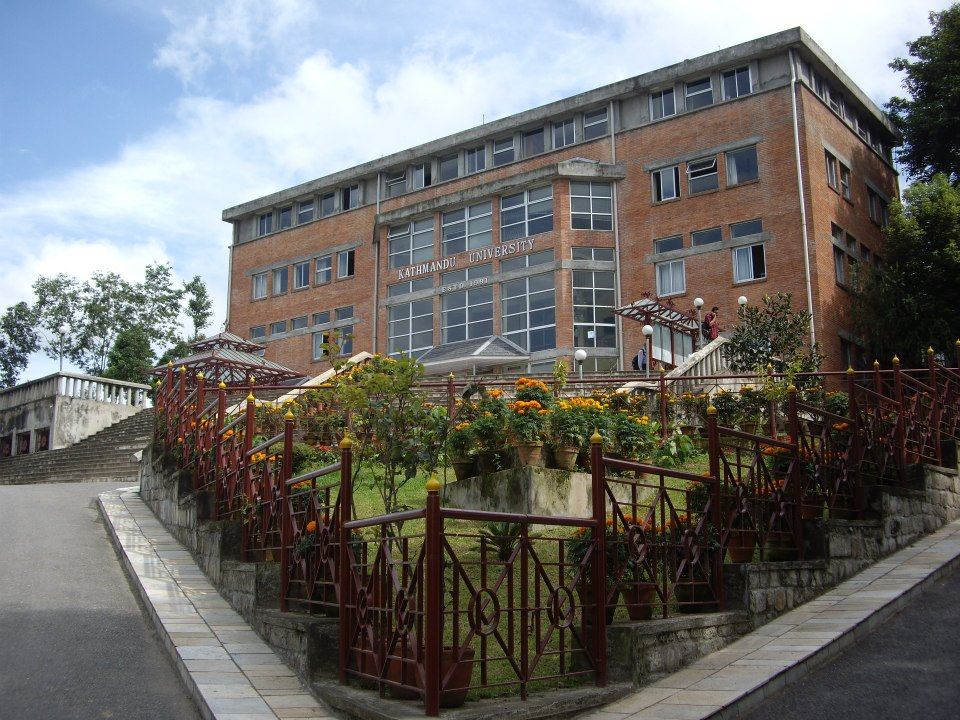
Університет Катманду
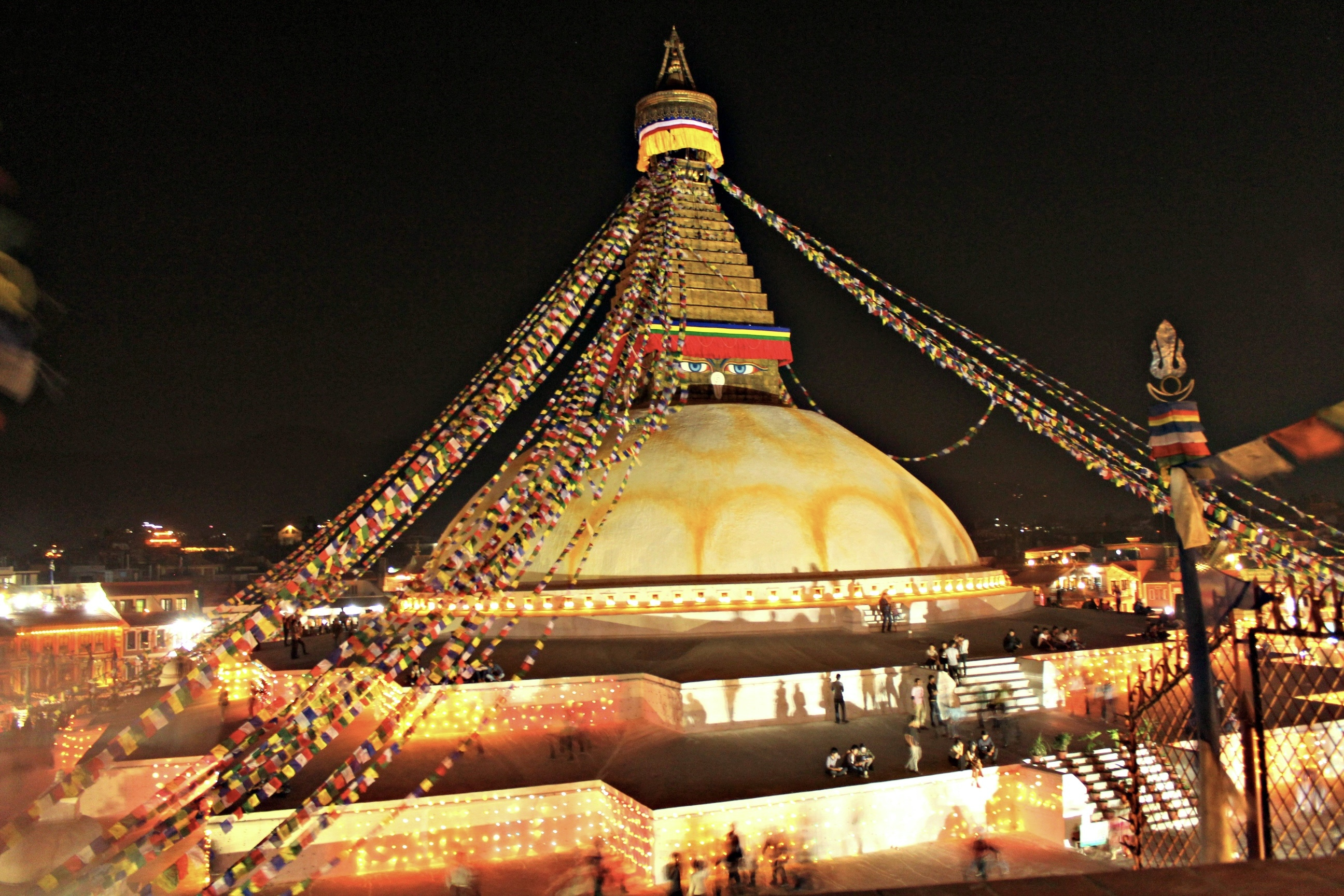
Боднатх вночі
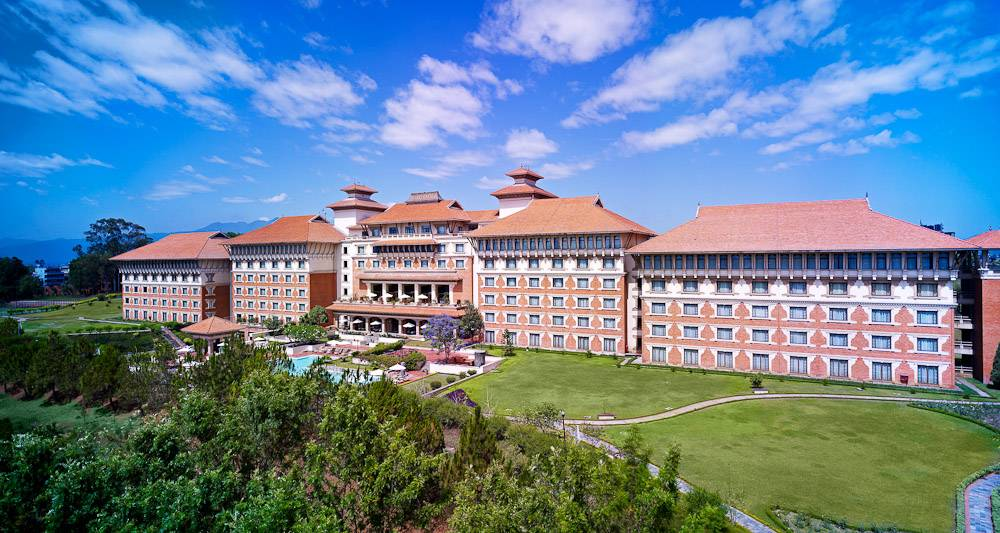
Готель Hyatt
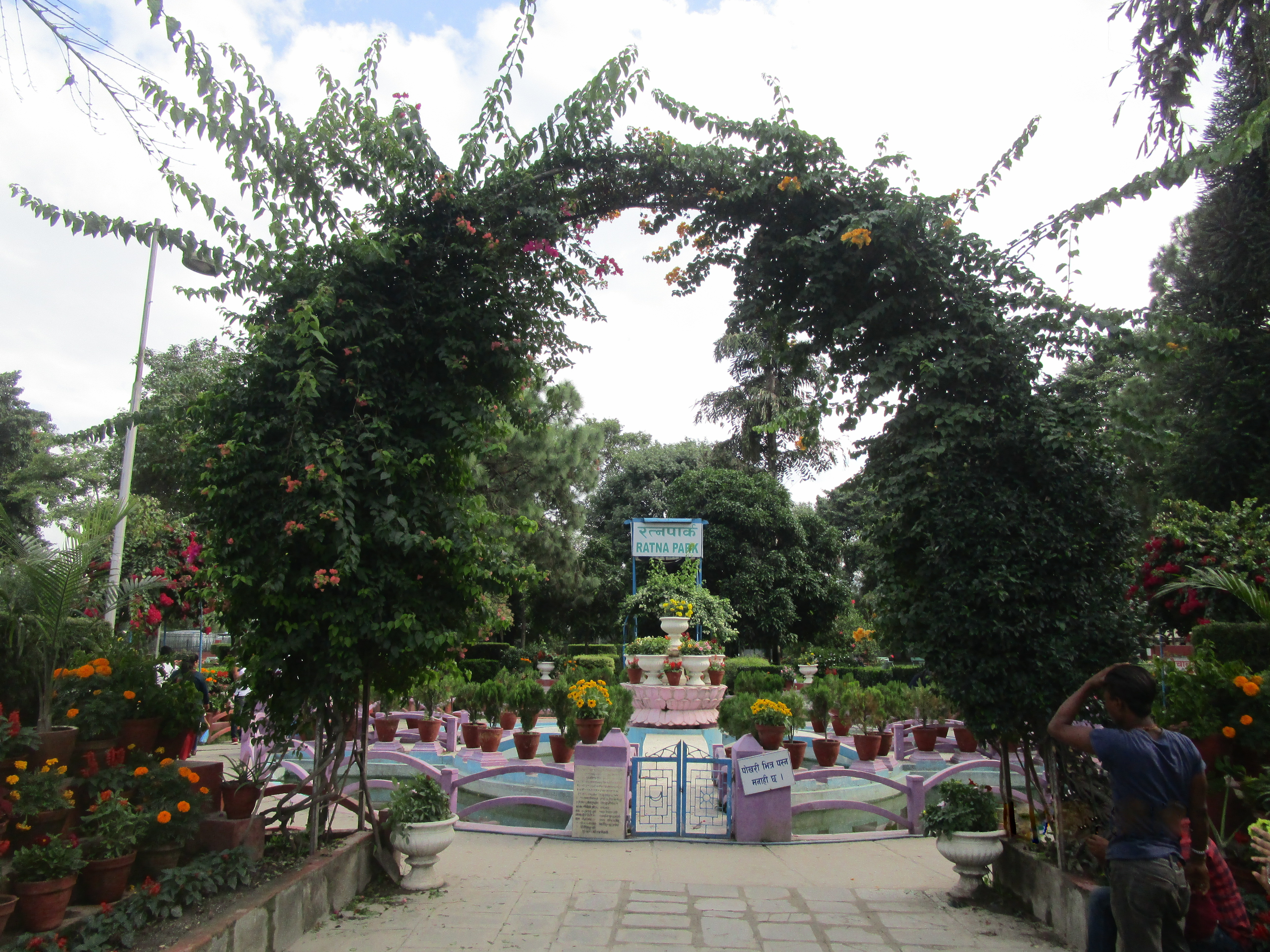
Парк Ратна